# なぎさポニーランド
なぎさポニーランドは、東京都江戸川区にあるレジャー施設である。

## 概要
1993年（平成5年）5月5日に開園。なぎさ公園内にあり、小学生以下はポニーの乗馬ができるほか、ヤギとのふれあいやポニーへの餌やりもできる。ポニーの餌のニンジンは、5本100円、先着20カップ。
敷地面積は5000平方メートル。
敷地内には、江戸川区にゆかりのある作家である角野栄子の作品を展示する、魔法の文学館という施設が併設されている。

## アクセス
- 都営バス 葛西21「魔法の文学館入口」下車、徒歩4分
- 都営バス 葛西21、葛西24、亀29、西葛20甲、西葛26「なぎさニュータウン」下車、徒歩7分
- 首都高速湾岸線 葛西ICより車で5分